# Polaveno
Polaveno is een gemeente in de Italiaanse provincie Brescia (regio Lombardije) en telt 2663 inwoners (31-12-2004). De oppervlakte bedraagt 9,2 km², de bevolkingsdichtheid is 275 inwoners per km².

## Demografie
Polaveno telt ongeveer 998 huishoudens. Het aantal inwoners steeg in de periode 1991-2001 met 22,6% volgens cijfers uit de tienjaarlijkse volkstellingen van ISTAT.
| Jaar | Inwoneraantal |
| ---- | ------------- |
| 1991 | 2024          |
| 2001 | 2481          |

## Geografie
Polaveno grenst aan de volgende gemeenten: Brione, Gardone Val Trompia, Iseo, Monticelli Brusati, Ome, Sale Marasino, Sarezzo, Sulzano.